# Javier López Vallejo
Javier López Vallejo (ur. 22 września 1975 w Pampelunie) – piłkarz hiszpański grający na pozycji bramkarza. Od 2010 roku jest zawodnikiem Kavali.

## Kariera klubowa
Javier López Vallejo karierę klubową rozpoczął w juniorach CA Osasuna. Po sześciu sezonach gry w dorosłej drużynie Osasuny zdecydował na przejście do Villarrealu. W barwach nowego klubu grał przez cztery sezony, w trakcie których wystąpił w 110 ligowych pojedynkach. W 2006 roku López Vallejo został wypożyczony do Recreativo Huelva. W 2007 roku na zasadzie wolnego transferu hiszpański bramkarz przeszedł do Realu Saragossa. W 2010 roku trafił do Grecji. Najpierw występował w Levadiakosie, by przenieść się do Kavali.

## Kariera reprezentacyjna
W 2005 roku López Vallejo rozegrał pięć spotkań dla reprezentacji Hiszpanii do lat 20.